# Henrik Wulff
Henrik Jacob Wulff (10. april 1841 på Østergård i Malle Sogn ved Løgstør – 3. juni 1922 i København) var en dansk politiker, journalist, forfatter og jurist.
Wulff var søn af justitsråd, domæneforvalter Joseph Wulff og Marie f. Brandt. Han tog 1861 dansk juridisk eksamen og var 1. fuldmægtig på Viborg byfogedkontor 1862-68, altså også i den bevægede tid, da byen var besat af fjendtlige tropper. 1869-72 var han sagfører i Aarhus, 1873-77 medarbejder ved Dagbladet, 1877-84 redaktør af Folkets Avis, hvor han afløste Erik Bøgh, lidt senere sekretær ved organisationen Den frivillige Selvbeskatning til Forsvarets Fremme, fra 1887 fuldmægtig under Det kongelige danske Landhusholdningsselskab, siden 1899 tillige medarbejder ved Nationaltidende, hvis landbrugsafdeling han bl.a. ledede. 1894-1919 var han redaktør af Højrebladet.
Wulff var fra ungdommen af besjælet af en levende almensans og en varm fædrelandskærlighed, og han har med den ham egne fyrige energi kæmpet for, hvad der lå ham på sinde. Allerede straks efter krigen blev han en af de virksomste arbejdere for skyttesagen i Jylland. I halvfjerdserne deltog han i stiftelsen og ledelsen af Jyllandsposten i Aarhus, og i det konservative partis organisationsarbejde har han taget virksom del. For forsvarsvæsenets fremme og for sønderjydernes sag har han arbejdet utrættelig i skrift, tale og gennem administrativ virken, og han har i firserne med ære bestået flere valgkampagner (Langeland i 1880, 1887 og 1890 mod Edvard Brandes og Fredericia 1881) uden dog at nå ind i Folketinget. Et ret omfattende biografisk arbejde foreligger fra hans hånd i Den danske Rigsdag: Politiske Portræter af samtlige Rigsdagens Medlemmer 1879-81 (1882).
Wulff ægtede 18. september 1864 Caroline Emilie Wiberg, datter af kantor ved Viborg Domkirke Carl Wiberg og Hansine f. Thejlgaard. I 1899 udnævntes han til justitsråd. Han blev også Ridder af Dannebrog 1892.
Han er begravet på Vestre Kirkegård.